# Kudremukh
Kudremukh (Cara de cavall) és un puig dels Ghats Occidentals situat a 13° 08′ N, 75° 16′ E / 13.133°N,75.267°E al límit entre el districte de Chickmagalur i el districte de South Kanara, a Karnataka, amb una altura de 1.927 metres. Vist des de la costa el seu nom és descriptiu de la seva aparença. La muntanya és anomenada també Samseparvat.